# Escolàstica
|  | Per a altres significats, vegeu «Escolàstica de Núrsia». |

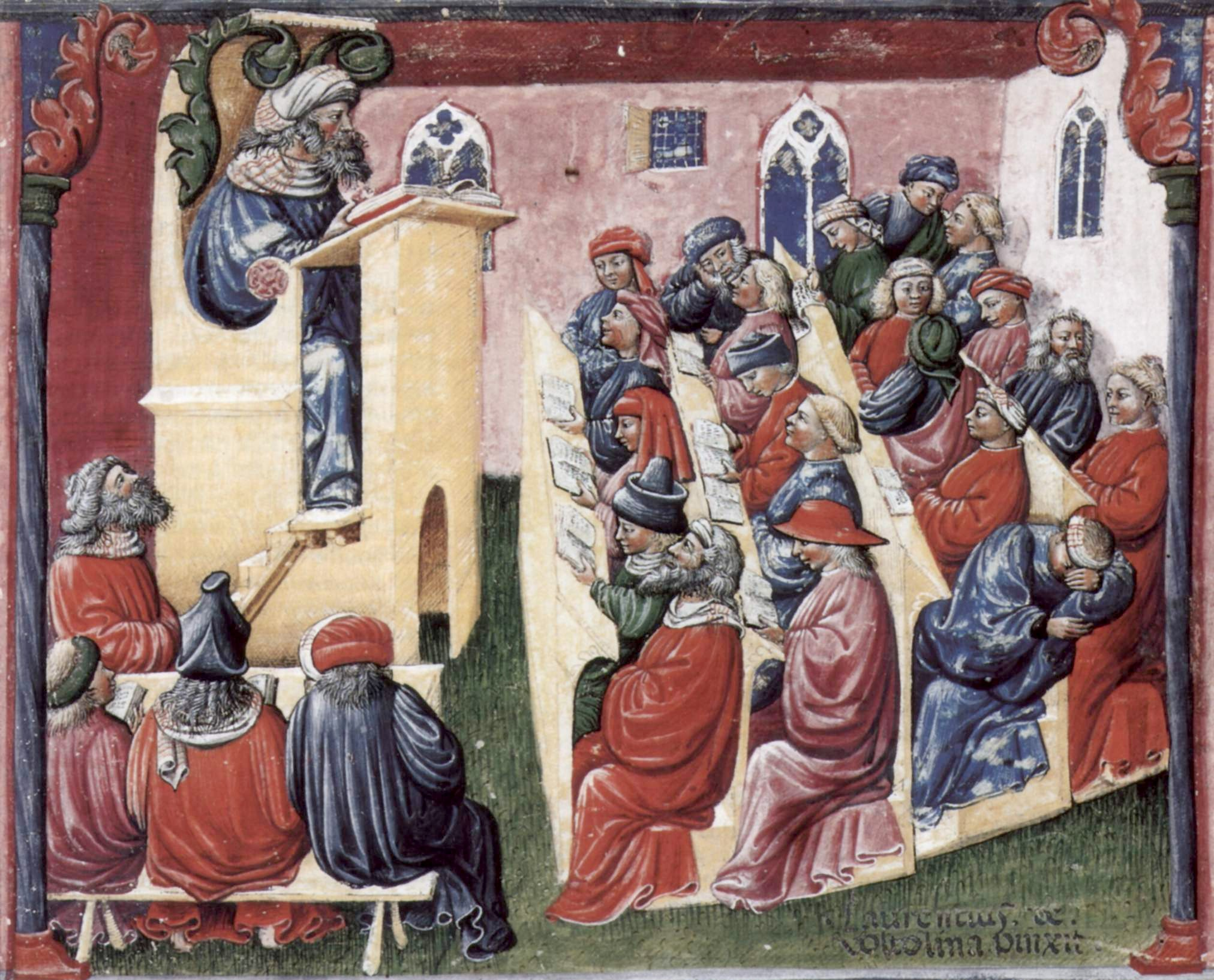
Imatge d'una classe d'universitat del

L'escolàstica és el moviment teològic i filosòfic que va intentar utilitzar la filosofia grecollatina clàssica per comprendre la revelació religiosa del cristianisme. Alguns filòsofs escolàstics són Marsili d'Inghen, Albert Magne (1193/1206-1280), Tomàs d'Aquino (1225-1274), Nicolau de Cusa, Francesc Eiximenis (±1330-1409), Gaietà, Ramon Martí, Ramon Llull, sant Vicent Ferrer, Nicolau Eimeric, Guillem Rubió, Guiu de Terrena, Bernat Oliver, Ramon Sibiuda, Geroni Nadal, Miquel Tomàs de Taixequet, Joan Esteve Fenoll o Jaume Albert.
Va dominar les escoles catedralícies i els estudis generals que van donar lloc a les universitats medievals europees, especialment des de mitjan segle xi fins a mitjan segle xv. La seva formació va ser, no obstant això, heterogènia, atès que va absorbir corrents filosòfics, no només grecollatins, sinó també àrabs i jueus. Això va causar en aquest moviment una fonamental preocupació per consolidar i crear grans sistemes sense contradicció interna que assimilessin tota la tradició filosòfica antiga.
D'altra banda, s'ha retret a l'escolàstica una excessiva dependència de l'argumentum ex auctoritate i les doctrines emeses per la jerarquia de l'Església Catòlica. Van preferir la deducció a partir de textos, considerats com fixos per sempre i desdenyar l'observació de la realitat. Aquest abandó dels mètodes de les ciències naturals i l'experiència empírica són les principals raons del seu rebuig per part dels investigadors i savis des del Renaixement. Els escolàstics es van adherir amb major intensitat i sense cap crítica en admetre les opinions d'Aristòtil en matèria de ciències empíriques, com la física, l'astronomia i la biologia.
Filosofia i teologia van estar lligades durant tota l'edat mitjana. Com que tenir fe era sinònim de conèixer, l'Escolàstica era, en el fons, la comprensió de la fe. Durant l'edat mitjana, la filosofia va desenvolupar-se tenint com a objectiu establir un equilibri entre el racionalisme grec i el nou pensament medieval. Calia posar sobre la mateixa taula els principis de la lògica i el raonament amb la revelació divina. Pot l'home, a través de la raó i els sentits, arribar al coneixement i a la veritat de Déu? Aquest enfrontament entre dogma i dialèctica marcaran els inicis del pensament filosòfic medieval.
Al segle xi la fe s'ajudarà de la intel·ligència. Sant Anselm farà els primers passos cap a una teologia racional, tot sent dels primers a intentar reflexionar sobre la pròpia fe utilitzant la lògica del seu temps. Va ser també un dels primers a intentar demostrar l'existència de Déu. La idea fonamental de la seva tesi era que la noció de perfecció pressuposa l'existència d'un ésser perfecte, Déu.
Un dels màxims representants de l'escolàstica va ser el frare dominic Sant Tomàs d'Aquino (s. XIII). El pensador va intentar unir la seva confiança en la raó i la natura amb la fe cristiana. Per a ell, allò que calia creure era compatible amb una explicació lògica i argumentada.

## Evolució
Ideològicament l'escolàstica evolucionà en tres fases, a partir de la identificació inicial entre raó i fe, atès que Déu és la font de tots dos tipus de coneixement i la veritat és un dels seus principals atributs, de manera que Déu no pot contradir-se en aquests dos camins a la veritat i, en última instància, si hi havia cap conflicte, la fe havia de prevaldre sempre sobre la raó, així com la teologia sobre la filosofia.
D'aquí es passà a una segona fase en què hi havia la consciència que la raó i la fe tenien només una zona en comú.
Per acabar, ja a finals del segle xiii i començaments del segle xiv, en una tercera fase, la separació i divorci entre raó i fe fou més gran, així com entre filosofia i teologia.
Cronològicament es poden distingir aquestes tres èpoques:
- Des del començament del segle ix fins al XII l'escolàstica està marcada per la polèmica qüestió dels universals, que oposa els realistes encapçalats per Guillem de Champeaux, als nominalistes representats per Roscelin de Compiègne i als conceptualistes guiats per Pere Abelard.
- Del segle xii a finals del segle xiii té lloc l'entrada d'Aristòtil, primer indirectament a través dels filòsofs jueus i àrabs, sobretot Averrois, però de seguida directament traduït del grec al llatí per Albert el Gran i per Willem van Moerbeke, secretari de Tomàs d'Aquino.
- La tercera abasta tot el segle xiv: Guillem d'Occam es decanta pels nominalistes i s'oposa al tomisme distingint-ne la filosofia de la teologia.

### Segles IX al XIII: la qüestió dels universals

#### Anselm de Canterbury
La figura més rellevant d'aquesta època fou Anselm de Canterbury (1033-1109), considerat el primer escolàstic, les seves obres Monologion i Proslogion tingueren una gran repercussió, centrades sobretot en el seu debatut argument ontològic per provar l'existència de Déu.

#### Pere Abelard
Pere Abelard (1079-1142) renovà la lògica i la dialèctica i creà el mètode escolàstic de la quaestio amb la seva obra Sic et non.

#### Escola de Chartres
Al segle xii, l'Escola de Chartres es renova amb les figures de Bernard de Chartres (†1124), Thierry de Chartres, Bernard Silvestre i Joan de Salisbury. Influïts pel neoplatonisme, l'estoïcisme i la ciència àrab i jueva, llur interès se centrà fonamentalment en l'estudi de la natura i en el desenvolupament d'un humanisme que entrarà en conflicte amb les tendències místiques de l'època representades per Bernat de Claravall (1091-1153).
Hug de Sant Víctor, tanmateix, durà a terme una conciliació entre misticisme i escolasticisme, essent a més el primer que escrigué una Summa teologica a l'edat mitjana.

### Segle XIII: apogeu de l'escolàstica
L'apogeu de l'escolàstica coincideix amb el segle xiii, en què es funden les universitats i sorgeixen els ordes mendicants dominics i franciscans), d'on procedeixen la majoria dels teòlegs i filòsofs de l'època.

#### Dominics i franciscans
Els dominics assimilaren la filosofia d'Aristòtil a partir de les traduccions i interpretacions islàmiques d'Avicenna i Averrois. Els franciscans seguiren la línia oberta per la patrística, i assimilaren el platonisme, que era molt més harmonitzable amb els dogmes cristians.
Entre els franciscans destaquen Alexandre de Hales, Sant Bonaventura (1221-1274) i Robert Grosseteste, tot i que aquest últim pertanyé també a l'Escola d'Oxford, molt més centrada en investigacions científiques i en l'estudi de la natura.

#### Albert el Gran
Albert el Gran fou el primer a introduir i articular amb la fe els texts aristotèlics. Fou professor de Tomàs d'Aquino. Albert nasqué a Lauingen (Alemanya), prop del Danubi; feu els seus estudis a Pàdua i a París. Entrà en l'Orde dels Predicadors, en el qual exercí amb èxit el professorat en diversos llocs. Ordenat bisbe de Ratisbona, posà tot el seu esforç a pacificar pobles i ciutats. És autor d'importants obres de teologia, com també de moltes altres sobre ciències naturals i filosofia. Morí a Colònia el 1280.

#### Tomàs d'Aquino
Sens dubte, el representant màxim de la teologia dominica i en general de l'escolàstica és Sant Tomàs d'Aquino (1225-1274). En la seva obra magna Summa teologica acceptà l'empirisme aristotèlic i la seva teoria hilemorfista i la distinció entre dues menes d'intel·lectes. De la filosofia àrab, Avicenna prengué la distinció (aliena als grecs) entre ésser d'essència i l'ésser. Déu es fa comprensible únicament a través d'una doble analogia.
Elaborà també una fusió platònico-aristotèlica, el tomisme, que amb els seus arguments cosmològics per demostrar l'existència de Déu: les cinc vies ha estat la base fonamental de la filosofia cristiana durant molts segles. La demarcació entre filosofia i creença religiosa duta a terme per Tomàs d'Aquino iniciarà el procés d'independència de la raó a partir del segle següent i representarà el final de la filosofia medieval i el començament de la filosofia moderna.

### Segle XIV: separació de la filosofia i de la teologia
Durant aquest segle els franciscans prengueren importància. D'aquest període els màxims representants foren Joan Duns Escot i Guillem d'Occam, per a qui la intel·ligibilitat del món i, sobretot, la de Déu, serien fermament qüestionades; mateixa línia de pensament que seria continuada pels seus successors i que donaria per resultat la decadència de l'escolàstica.

#### Joan Duns Escot
Joan Duns Escot (1266-1308), franciscà d'origen escocès, arriba a la idea de Déu: l'Ésser Infinit, com una noció atesa per via metafísica; aquesta noció és entesa pel franciscà en el seu estricte sentit aristotèlic com la ciència de l'ésser quant a ésser. Estableix així una autonomia de la filosofia i la teologia, car és clar que cada una d'aquestes disciplines té el seu mètode i objecte propi; tot i que per a Escot la teologia suposa evidentment una metafísica.

#### Guillem d'Occam
Serà, emperò, Guillem d'Occam (1290-1349) qui arribà més lluny en aquest desenvolupament. El seu famós principi d'economia, denominat Navalla d'Occam, postulava que calia eliminar tot allò que no fos evident i donat en la intuïció sensible: "el nombre d'ents no ha de ser multiplicat sense necessitat".
En l'acte de conèixer cal donar prioritat a l'experiència empírica o "coneixement intuïtiu", que és un coneixement immediat de la realitat (particular), atès que si tot allò que existeix és singular i concret, no hi ha entitats abstractes (formes, essències) separades de les coses o inherents a elles. Els universals són únicament noms (nomen) i existeixen només en l'ànima (in anima).
Aquesta postura, coneguda com a nominalisme, s'oposa a la tradició aristotèlico-escolàstica, que era fonamentalment realista. Els conceptes universals, per a Occam, no són més que processos mentals mitjançant els quals l'enteniment conjumina una multiplicitat d'individus semblants mitjançant un terme. El nominalisme condueix a afirmar el primat de la voluntat sobre la intel·ligència. La voluntat de Déu no està limitada per res (voluntarisme), ni tan sols les idees divines poden interferir l'omnipotència de Déu. El món és absolutament contingent i no ha d'adequar-se a cap ordre racional. L'únic coneixement possible ha de basar-se en l'experiència (intuïció sensible). La teologia no és una ciència, car sobrepassa els límits de la raó: l'experiència. Després d'Occam, la filosofia se separarà de la teologia i la ciència començarà un camí autònom.